# 劉伯倫
劉伯倫，中華民國政治人物、外交官，國立台灣大學政治學系學士，菲律賓邦阿西楠大学榮譽法學博士。
曾任駐格瑞那達、聖露西亞等五國大使，駐荷蘭、菲律賓、澳洲代表，外交部北美司司長。 
現職為國立台灣大學政治學系專技講師，教授「外交實務」課程。